# Брауэр, Ричард
Ричард Дагоберт Брауэр (в части источников — Рихард Брауэр, англ. Richard Dagobert Brauer, 1901—1977) — немецкий и американский математик. Тематика трудов: общая алгебра (особенно теория групп), теория чисел, теория представлений, гиперкомплексные числа. Автор многих теорем и создатель теории модулярных представлений.
Член Национальной академии наук США (1955), Американской академии искусств и наук (1954), Канадского королевского общества, Гёттингенской академии наук (1965). Член Американского математического общества (президент в период 1957—1958). Лауреат премии Коула (1949) и Национальной научной медали США (1970).

## Биография
Родился в Берлине в еврейской семье, был младшим из троих детей торговца Макса Брауэра и его жены Лили Каролины. В сентябре 1918 года был призван на военную службу, но в ноябре Первая мировая война закончилась, и юноша смог продолжить образование. В 1919 года он поступил в Берлинскую высшую техническую школу, затем перешёл в Берлинский университет, летом 1920 года провёл один семестр в университете Фрейбурга, затем вернулся в Берлин. По окончании Берлинского университета (1925) Брауэр защитил там диссертацию (1926) под руководством Исая Шура.
В сентябре 1925 года Брауэр женился на своей однокурснице Илзе Каргер (Ilse Karger, 1901—1980). Их сыновья Георг (Джордж) Ульрих (р. 1927) и Фред Гюнтер (р. 1932) тоже стали математиками.
В 1927—1933 годах Брауэр преподавал в Кёнигсбергском университете. В 1933 году, когда нацисты в Германии начали тотальное преследование евреев, Брауэр потерял работу и эмигрировал в США, где стал помощником профессора (доцентом) в Университете штата Кентукки. Жена Илзе с детьми присоединилась к нему год спустя, старший брат Альфред — в 1939 году, сестра Алиса осталась в Германии и погибла в ходе Холокоста.
В 1934 году, по рекомендации Германа Вейля, Брауэр получил временную работу в принстонском Институте перспективных исследований, где сотрудничал с Натаном Джекобсоном и самим Вейлем (они написали совместную работу по спинорам). В 1935 году, по рекомендации Эмми Нётер, Брауэр был приглашён на постоянную работу в канадский Университет Торонто и преподавал там в 1935—1948 годах. Среди его учеников в Торонто был Роберт Стейнберг. С 1937 года Брауэр развивал свою теорию модулярных представлений, проводил исследования представлений алгебр совместно с Тадаси Накаяма. Он также нашёл применение своим достижениям в теории чисел.
В 1948 году Брауэр вернулся в США, поселился в Анн-Арборе, штат Мичиган и стал преподавателем общей алгебры в Мичиганском университете. В период 1952—1966 он профессор (с 1966 — заслуженный профессор) Гарвардского университета. В 1971 году ушёл в отставку.
В 1954 году Ричард Брауэр выступил на Международном конгрессе математиков (Амстердам) с докладом «О структуре конечных групп». Он выступал ещё на двух конгрессах — в Стокгольме (1962) и в Ницце (1970).

## Научная деятельность
Имя учёного носят несколько важных теорем общей алгебры. Среди них:
- Теорема Брауэра об индукции[англ.], имеющая широкие применения в теории конечных групп и в теории чисел. Следствия из этой теоремы занимают центральное место в теории характеров представления групп.
- Теорема Брауэра — Фаулера[англ.] (опубликована в 1956 году) дала мощный толчок исследованию сложной проблемы классификации простых конечных групп. Из неё следует, что может быть только конечное число конечных простых групп, в которых централизатор инволюции (элементов порядка 2) имеет заданную структуру. Брауэр разработал теорию модулярных представлений[англ.], доказал в её рамках «три главные теоремы Брауэра[англ.]» и применил для получения схематичной информации о характерах группы. Эти методы особенно полезны в классификации конечных простых групп с небольшим рангом 2-подгрупп Силова.
- Теорема Брауэра — Судзуки[англ.] показала, что никакая конечная простая группа не может иметь обобщённую кватернионную силовскую 2-подгруппу.
- Теорема Альперина — Брауэра — Горенстейна[англ.] классифицировала конечные группы с некоторыми типами силовских 2-подгрупп.

Некоторые другие теоремы и понятия, связанные с работами Ричарда Брауэра:
- Алгебра Брауэра[англ.] (она же «решётка Брауэра»[9])
- Группа Брауэра[англ.][10]
- Дерево Брауэра[англ.]
- Матрицы Вейля — Брауэра[англ.]
- Многообразие Брауэра — Севери[9]
- Препятствие Брауэра — Манина[англ.][11]
- Теорема Брауэра — Картана — Хуа[англ.]
- Теорема Брауэра — Несбитта[англ.]
- Теорема Брауэра — Зигеля[англ.]
- Характеры Брауэра[англ.]

## Издательская работа
Ричард Брауэр активно участвовал в издании нескольких математических журналов.
- Transactions of the Canadian Mathematical Congress (1943—1949)
- American Journal of Mathematics (1944—1950)
- Canadian Journal of Mathematics (1949—1959)
- Duke Mathematical Journal (1951—1956, 1963—1969)
- Annals of Mathematics (1953—1960)
- Proceedings of the Canadian Mathematical Congress (1954—1957)
- Journal of Algebra (1964—1970)

## Избранные публикации
- Brauer, R.; Sah, Chih-han, eds. (1969), Theory of finite groups: A symposium, W. A. Benjamin, Inc., New York-Amsterdam, MR 0240186
- Brauer, R. (1980), Fong, Paul; Wong, Warren J. (eds.), Collected Papers. Vol. I, Mathematicians of Our Time, vol. 17, MIT Press, ISBN 978-0-262-02135-7, MR 0581120
- Brauer, R. (1980), Fong, Paul; Wong, Warren J. (eds.), Collected Papers. Vol. II, Mathematicians of Our Time, vol. 18, MIT Press, ISBN 978-0-262-02148-7, MR 0581120
- Brauer, R. (1980), Fong, Paul; Wong, Warren J. (eds.), Collected Papers. Vol. III, Mathematicians of Our Time, vol. 19, MIT Press, ISBN 978-0-262-02149-4, MR 0581120

Посмертный сборник избранных трудов Ричарда Брауэра:
- Paul Fong, Warren J. Wong (издатели): Richard Brauer — Collected Papers, MIT Press 1980.